# الصفصافیه
الصفصافیه (به عربی: الصفصافیة) یک روستا در سوریه است که در ناحیه مرکزی محرده واقع شده‌است. الصفصافیه ۵٬۰۶۲ نفر جمعیت دارد.